# Anaglyptus
Anaglyptus är ett släkte av skalbaggar som beskrevs av Étienne Mulsant 1839. Anaglyptus ingår i familjen långhorningar.

## Bildgalleri

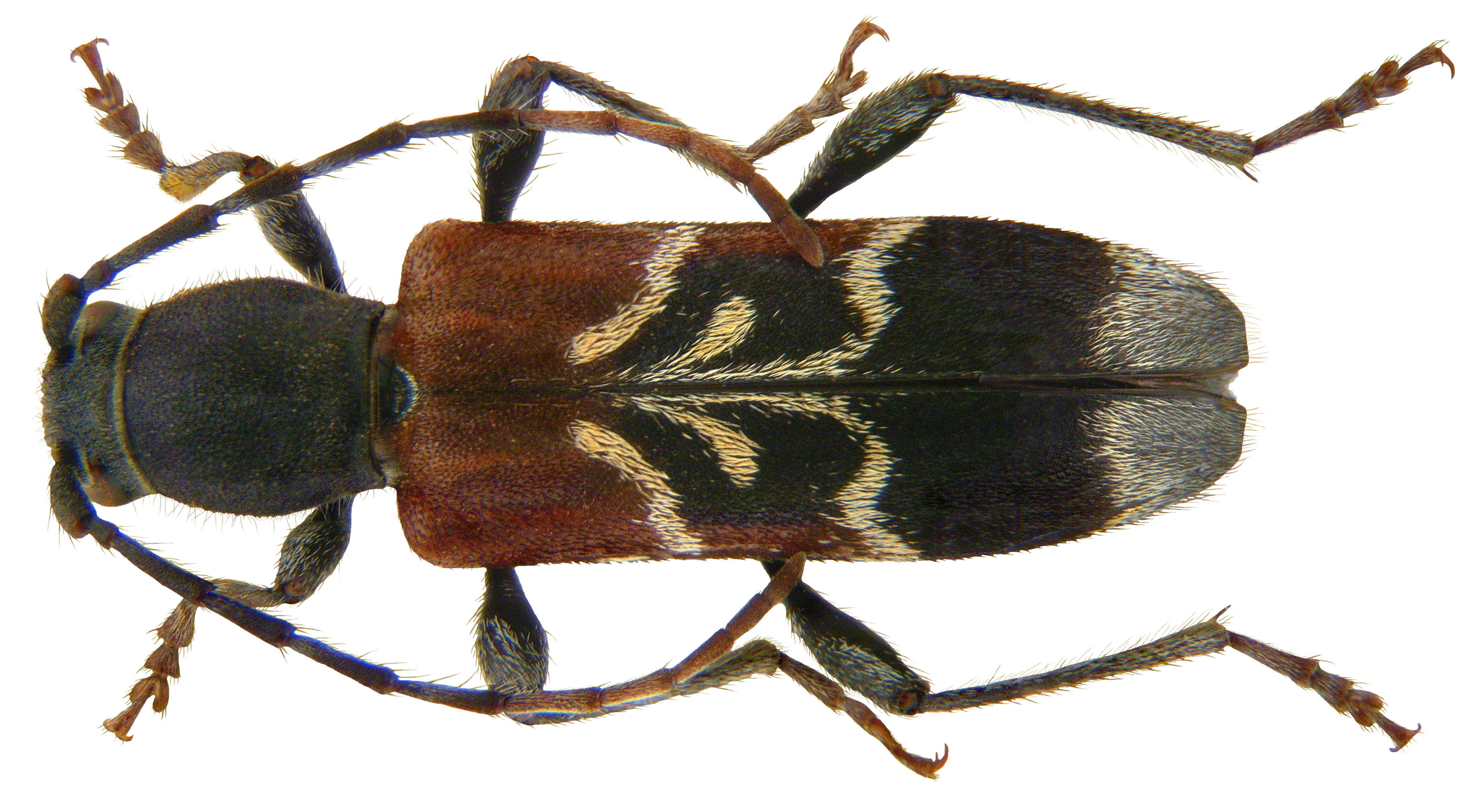
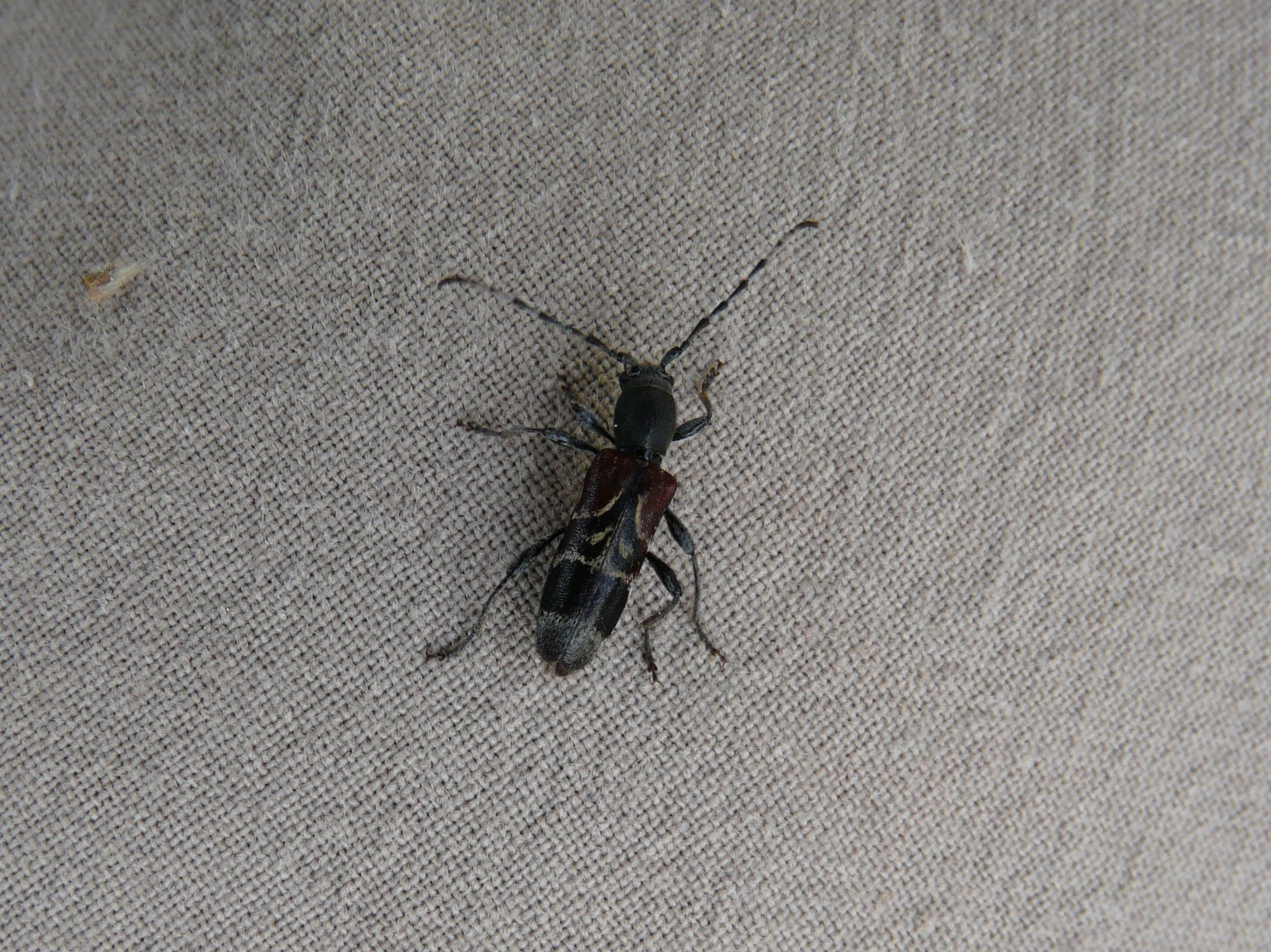
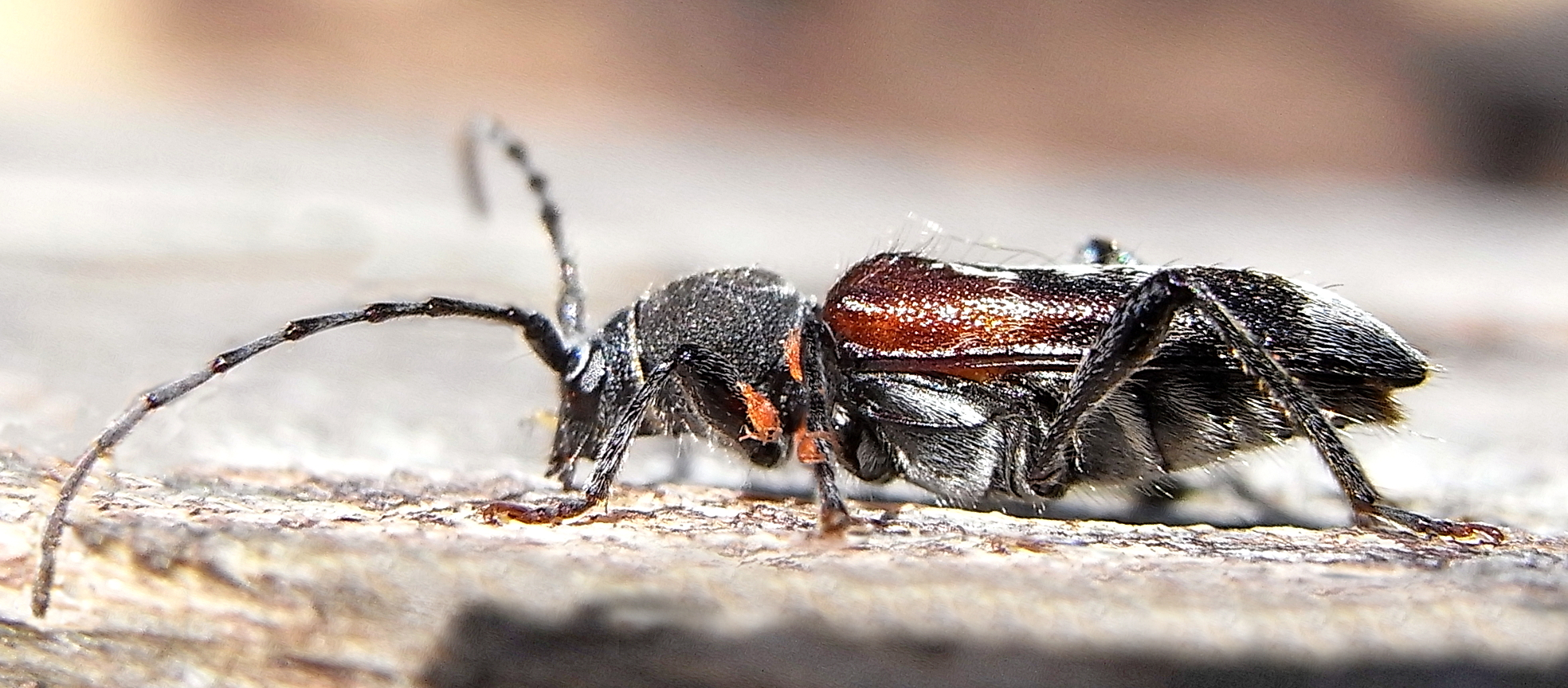
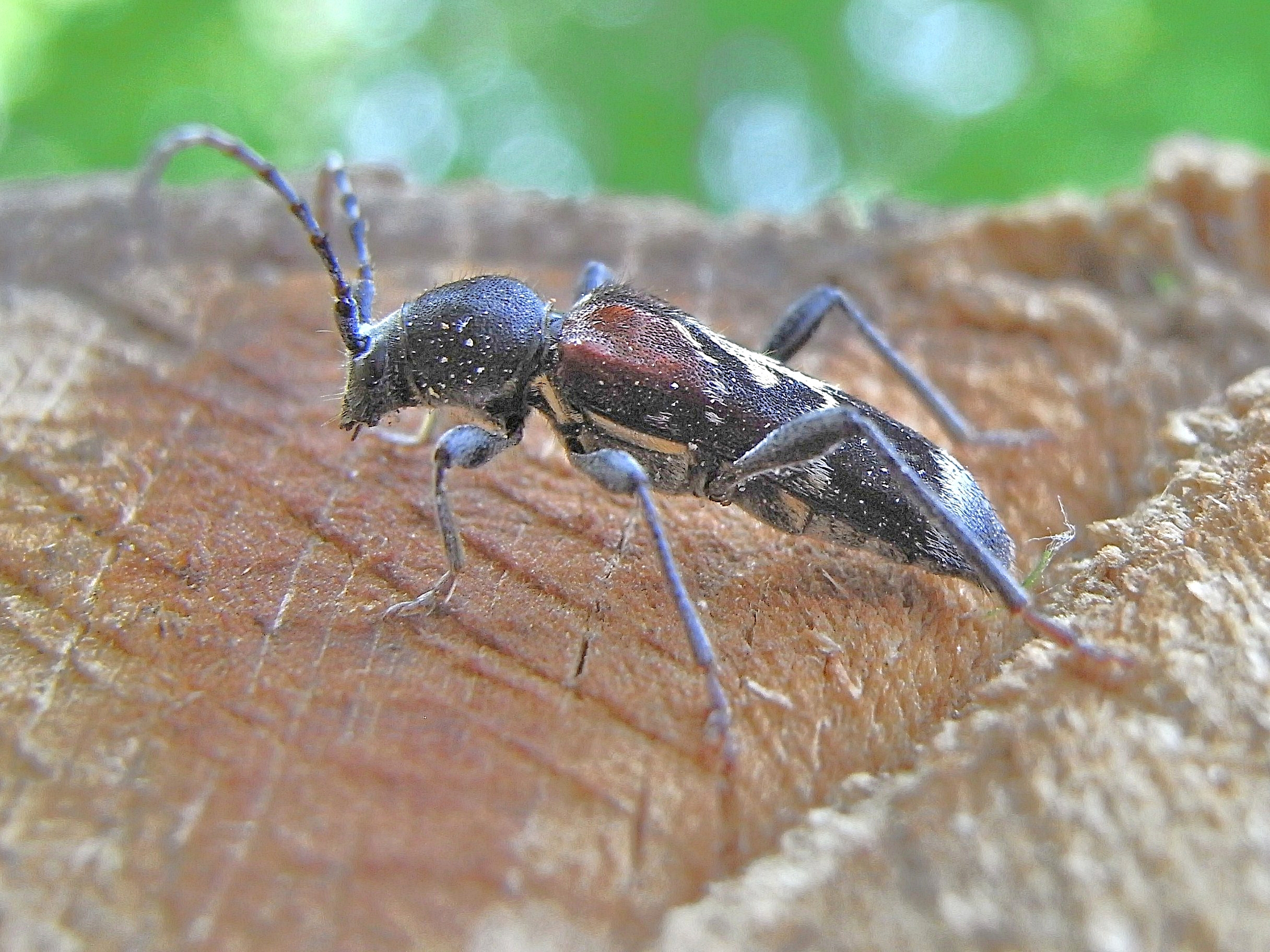
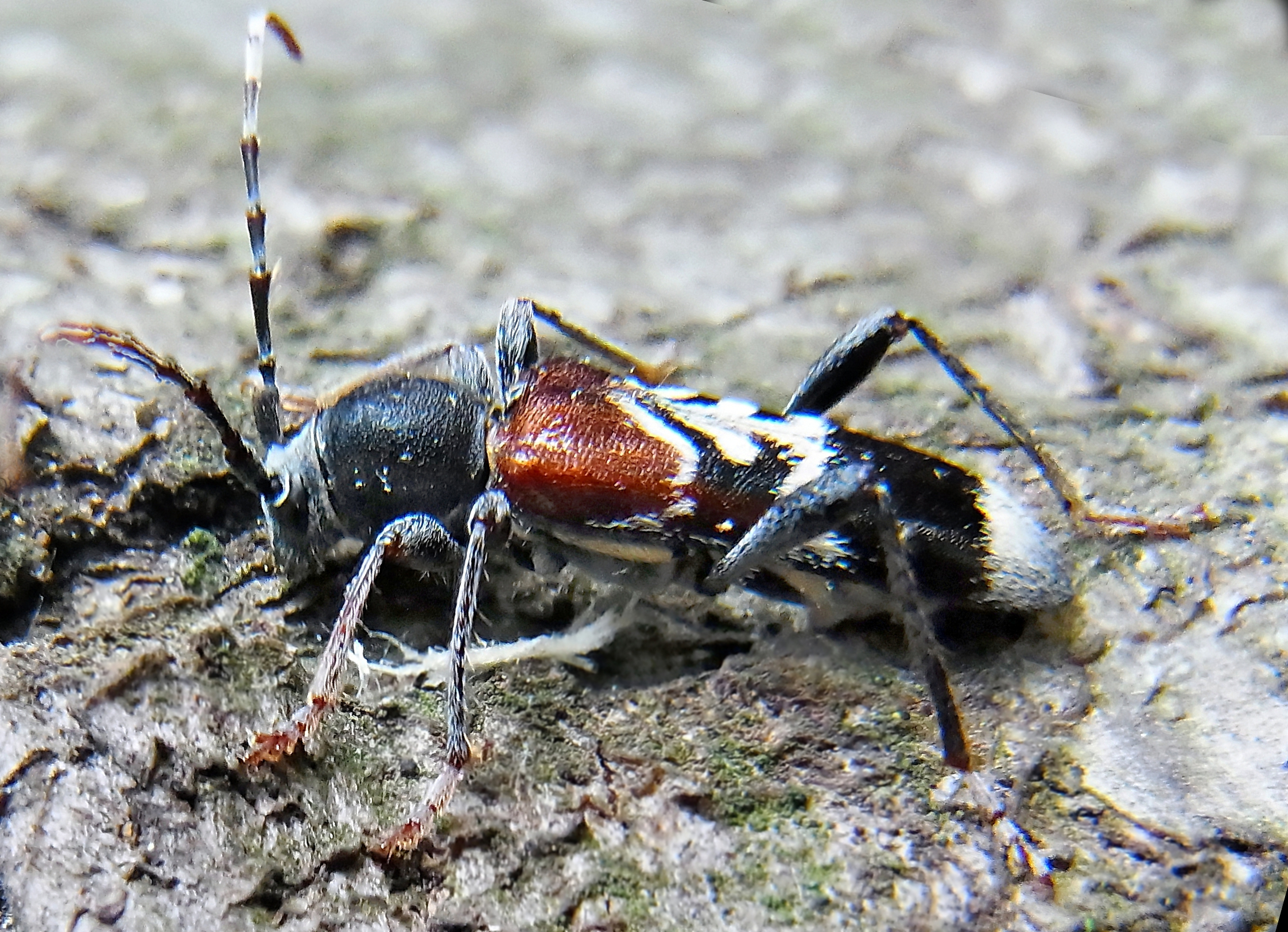
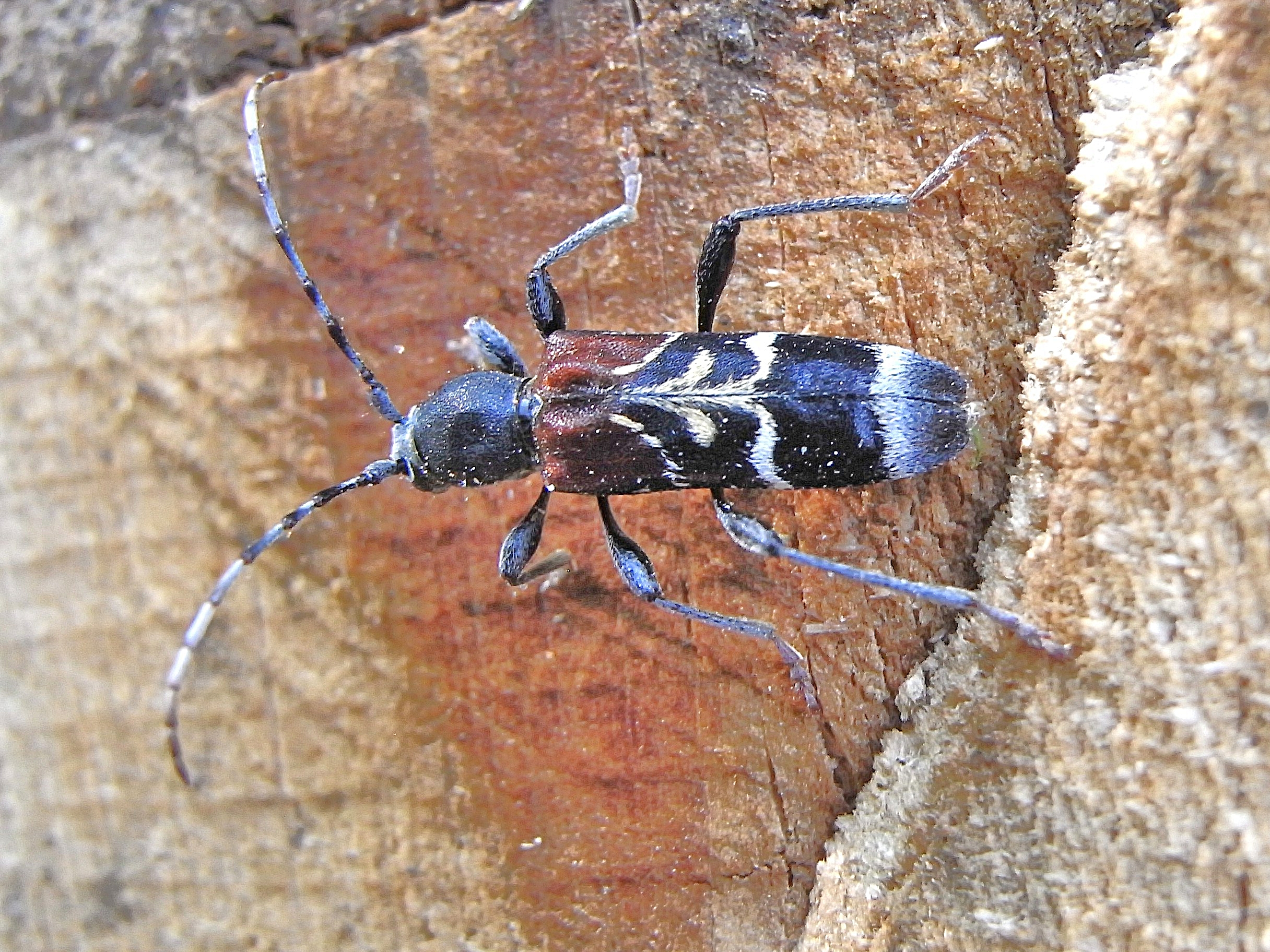

## Dottertaxa tillAnaglyptus, i alfabetisk ordning[1][2]
- Anaglyptus abieticola
- Anaglyptus albiventris
- Anaglyptus ambiguus
- Anaglyptus apicicornis
- Anaglyptus arabicus
- Anaglyptus arakawae
- Anaglyptus bellus
- Anaglyptus bicallosus
- Anaglyptus colobotheoides
- Anaglyptus confusus
- Anaglyptus croesus
- Anaglyptus danilevskii
- Anaglyptus decemmaculatus
- Anaglyptus dolosulus
- Anaglyptus fasciatus
- Anaglyptus ganglbaueri
- Anaglyptus gibbosus
- Anaglyptus gressitti
- Anaglyptus helenae
- Anaglyptus higashiyamai
- Anaglyptus hilari
- Anaglyptus hirsutus
- Anaglyptus humerosus
- Anaglyptus irenae
- Anaglyptus jii
- Anaglyptus kanssuensis
- Anaglyptus longispinis
- Anaglyptus luteofasciatus
- Anaglyptus malickyi
- Anaglyptus marmoratus
- Anaglyptus matsushitai
- Anaglyptus meridionalis
- Anaglyptus mysticoides
- Anaglyptus mysticus
- Anaglyptus niponensis
- Anaglyptus nokosanus
- Anaglyptus obscurissimus
- Anaglyptus ochrocaudus
- Anaglyptus persicus
- Anaglyptus praecellens
- Anaglyptus producticollis
- Anaglyptus rufobasalis
- Anaglyptus scolopax
- Anaglyptus simplicicornis
- Anaglyptus thibetanus
- Anaglyptus ulmiphilus
- Anaglyptus watsoni
- Anaglyptus vicinulus
- Anaglyptus yakushimanus